# Iodure de cobalt(II)
L'iodure de cobalt(II) est un composé inorganique composé de cobalt et d'iode, de formule CoI2.

## Apparence et structure cristalline
L'iodure de cobalt(II) est un solide bleu-noir de même structure cristalline que l'iodure de cadmium CdI2. 

## Synthèse
L'iodure de colbalt(II) est obtenu par chauffage du cobalt métallique en présence d'iodure d'hydrogène gazeux. En procédant en solution aqueuse, on cristallise l'hexahydrate, de couleur rouge.

## Utilisations
L'iodure de cobalt(II) anhydre est parfois utilisé pour détecté la présence d'eau dans certains solvants.
L'iodure de cobalt(II) est utilisé pour catalyser des carbonylations, par exemple dans la réaction entre le dicétène et des réactifs de Grignard, pour obtenir des terpènes.